# Stormsia
Stormsia é um género de gastrópode  da família Thiaridae.
Este género contém as seguintes espécies:
- Stormsia minima